# Football Supporters Europe
Football Supporters Europe (FSE) ist ein als gemeinnützige Organisation formell eingerichtetes Netzwerk von Fußballfans in Europa, mit Mitgliedern in derzeit 48 UEFA-Mitgliedsländern. Diese beim ersten europäischen Fußballfankongress im Juli 2008 gegründete Organisation wird von Institutionen wie der UEFA, dem Europarat  oder der EPFL (Verband europäischer professioneller Fußballligen) als legitimer Ansprechpartner für Fanfragen konsultiert.

## Geschichte
Die Geschichte von FSE reicht zurück zur internationalen Zusammenarbeit von Fanorganisationen unter dem ehemaligen Namen Football Supporters International, die über sogenannte „Fanbotschaftsangebote“ Beratung, Informationen und Unterstützung für Fans von Nationalteams bei internationalen Turnieren angeboten haben.
Die eigentliche Geschichte von FSE, wie es heute existiert, begann aber im Juli 2008, als die britische Football Supporters Federation (FSF) den ersten europäischen Fußballfan-Kongress in London ausrichtete.
Bei der Zusammenkunft in London, die im Emirates Stadion von Arsenal London stattfand, wurden Diskussionen zu Themen, die Fans aus ganz Europa betreffen durchgeführt und das Treffen wurde schließlich zur Initialzündung für die weitere Entwicklung des Netzwerks. Im darauffolgenden Jahr wurde in Hamburg der zweite Europäische Fußballfan-Kongress (EFFC) veranstaltet. Neben Workshops zu Themen wie Diskriminierung, Polizeiarbeit, Anstosszeiten und Kommerzialisierung wurde eine Satzung verabschiedet und das Netzwerk damit formal etabliert.

## Struktur
Die Mitgliederbasis der FSE besteht aus einzelnen Fußballfans sowie lokal, national und transnational aktiven Fanorganisationen und -initiativen aus 48 verschiedenen Ländern. Nach eigenen Angaben vertritt FSE ungefähr 3 Millionen Fußballfans und ist somit die größte Fanorganisation weltweit.
Die höchste Instanz der Organisation ist die Mitgliederversammlung von Football Supporters Europe (FSE). Sie findet alle zwei Jahre während des europäischen Fußballfankongresses (EFFC) statt. Dort stimmen die Mitglieder über die Zwecke, die Ziele und die künftigen Aktionen des Netzwerkes ab, genehmigen die Änderungen des FSE-Status und wählen die Mitglieder des Komitees für die kommenden zwei Jahre aus der FSE-Mitgliederschaft.
Das FSE-Komitee ist der Vorstand des Netzwerkes und besteht aus der FSE-Koordination, den Direktoren der Fachbereiche und den gewählten Mitgliedern. Die Mitglieder des Komitees sind für die allgemeine Leitung der Organisation verantwortlich. Sie treffen die wichtigen Entscheidungen, entwickeln Aktivitäten mit der FSE-Mitgliederschaft und vertreten FSE bei verschiedenen Aktionen, Events und Treffen wie der jährlichen Zusammenkunft mit dem UEFA-Präsident in Nyon (Schweiz).
Die gewählten FSE-Mitglieder für die Saisons 2017/18 und 2018/19 sind:
- Pierre Barthélemy, Association Nationale des Supporters, Frankreich.
- Kevin Miles, Football Supporters Federation(FSF), England.
- Robert Ustian, CSKA Fans Against Racism, Russland.
- Hüseyin Emre Ballı, 1907 ÜNIFEB, Türkei.
- Stefanie Dilba, Bündnis Aktiver Fußballfans, Deutschland.
- Herjan Pullen, Supportersvereniging Ajax, Niederlande.
- Paul Corkrey, Fans Embassy Wales, Wales.
- Jim Spratt, Amalgamation of Official Northern Ireland Supporter Clubs, Nordirland.

Das Komitee besteht außerdem aus:
- Ronan Evain, Football Supporters Europe (FSE) – Koordination
- Michael Gabriel, Deutschland – Leiter FSE Fachbereich Fanbotschaften
- Mark Doidge, England – Leiter FSE Fachbereich Anti-Diskriminierung

Der Sitz des zentralen FSE-Koordinationsbüros befindet sich in Hamburg. Dort koordinieren die Angestellten und Praktikanten die verschiedenen Initiativen und Abteilungen. Sie sind auch für verwaltungsbezogene und organisatorische Fragen verantwortlich (z. B. die Buchhaltung, Rechtsfragen, interne und externe Kommunikation usw.). Die FSE-Koordination wird von dem FSE-Komitee ernannt.
Die Fachbereiche, wie der Fachbereich Anti-Diskriminierung oder die Fanbotschaften, konzentrieren sich auf bestimmte Themen. Sie sind halbautonome Netzwerke oder Instanzen, die an für Fans relevanten Projekten unter dem Dach von FSE arbeiten. Jeder Fachbereich ernennt einen Direktor, der die Abteilung bei dem FSE-Komitee vertritt.

## Grundkonsens
Eine Mitgliedschaft in der FSE unterliegt der aktiven Unterstützung der vier „Grundprinzipien“ der Organisation:
- Ablehnung aller Arten von Diskriminierung (sei es aus Gründen von Herkunft, Fähigkeiten, Religion und Glaube, Geschlecht, sexueller Orientierung oder Alter).
- Ablehnung von Gewalt (sowohl verbaler und psychischer).
- Stärkung der Fußballfanbasis[11].
- Förderung einer positiven Fußball- und Fankultur, einschließlich Grundsätzen wie Fairplay und verantwortungsbewusster Entscheidungsstrukturen.

## Beispiele von Aktivitäten

### Der EFFC-Fankongress
Der europäische Fußballfankongress (EFFC – European Football Fan Congress) wird von FSE mit lokalen Mitgliedern der Organisation und anderen Fanorganisationen aus der Gastgeberstadt veranstaltet, um Fanprobleme anzugehen. Fandialog, Fanselbstorganisation und Fankultur werden durch Workshops, Talkrunden und andere Diskussionen zwischen Fans und Vertretern von Fußball- und politischen Institutionen gefördert. Der Kongress findet jedes Jahr in einer unterschiedlichen Stadt statt: 2008 in London, 2009 in Hamburg, 2010 in Barcelona, 2011 in Kopenhagen, 2012 in Istanbul und 2013 in Amsterdam – mit der Teilnahme von Gianni Infantino, dem damaligen Generalsekretär der UEFA. 2014 fand der EFFC nahe Bologna auf der Mondiali Antirazzisti statt und 2015 in Belfast. Dort wurde beschlossen, den Kongress zukünftig alle zwei Jahre zu organisieren. Der nächste europäische Fußballfankongress wird vom 6. bis 9. Juli 2017 in den belgischen Städten Gent und Lokeren stattfinden.

### Handbuch zu Fanchartas
Nach Institutionen wie der Europäischen Kommission oder dem Europarat sind Fanchartas gemeinsame Vereinbarungen zwischen den Vereinen/Fußballverbänden und deren Fans, in denen sie ihre gegenseitigen Rechte und Verpflichtungen bestimmen. Die Ergebnisse des Verhandlungsverfahrens werden in einer sogenannten Fancharta ausdrücklich festgelegt, die nach ihrer Annahme regelmäßig bearbeitet wird. Die Fanchartas sollen somit als Rahmen für einen sozialen Dialog dienen mit dem Ziel, Spannungen zwischen Vereinen und Fans sowie antisoziales Fanverhalten zu verhindern.
Auf Initiative von FSE wurde ein europäisches Handbuch zu Fanchartas in Einvernehmen mit europäischen Fußballinstitutionen, nationalen Fußballverbänden und -ligen, der weltweiten Vereinigung von Profifußballern FIFPro sowie Vertretern der Fußballfans (aus der FSE-Mitgliedschaft) und politischen Institutionen entwickelt. Laut des Vorsitzenden des ständigen Ausschusses für Zuschauergewalt des Europarats, Jo Vanhecke, ist der „Prozess, der zur Entstehung dieses Handbuchs geführt hat, [...] an sich schon ein Durchbruch. Alle relevanten Interessensgruppen gaben Input und diskutierten den Inhalt in einem offenen Dialog, basierend auf Prinzipien gegenseitigen Respekts und auf Augenhöhe“. Das endgültige Dokument wurde als praktisches Werkzeug für Vereine und Fans konzipiert und von der EU-Kommissarin für Bildung und Kultur, Androulla Vassiliou und dem UEFA-Präsident Michel Platini gebilligt.
Das Handbuch wurde am 3. Juni 2013 in Wien im Rahmen des „Pro Supporters Seminar and Round Table“ gelauncht. Diese von europäischen Institutionen unterstützte Publikation steht auf der FSE-Webseite in 5 Sprachen als Ausdruck und zum Herunterladen zur Verfügung.

### Fans’ Action Fund
Der 2013 lancierte “Fans’ Action Fund” zielt auf die Finanzierung von Faninitiativen und -projekten durch die Erlöse eines Online-Shops.

### Fanbotschaften bei internationalen Spielen
Der Ursprung des Fanbotschafts-Konzeptes lässt sich bis zur WM 1990 in Italien zurückverfolgen, wo Angebote für Fans der englischen und deutschen Nationalteams gemacht wurden. Im Verlauf der nachfolgenden Turniere hat sich das Konzept stetig weiterentwickelt und darf seit der EURO 2016 als erfolgreicher und etablierter Beitrag im Rahmen der Fanbetreuung angesehen werden.
Laut der FSE-Webseite ist Fanbotschaft „der Name für ein Beratungs-, Informations- und Unterstützungsangebot für Fans, die zu einem Auswärtsspiel oder zu einem internationalen Turnier in ein fremdes Land reisen.“ Der Fachbereich Fanbotschaften hat eine Smartphone-App entwickelt, um Auswärtsfans mit solchen Informationen, die von anderen Fußballfans angegeben werden, zu versorgen.

### Stadium-Action-Days
FSE hat zwei europäische Stadium-Action-Days über Themen, die als relevant für Fußballfans betrachtet wurden, veranstaltet. Die ersten Aktionstage riefen europäische Fußballfans mit dem Motto „Our Game - Our Time“ (Unser Spiel, unsere Spielzeit) dazu auf, sichtbare Events und Stadion-Choreographien zu organisieren, um ihre Unterstützung des Prinzips der sogenannten „fanfreundlichen“ Anstoßzeiten zu zeigen. Sie haben im Jahre 2010 stattgefunden.
Die zweiten europäischen Stadium-Action-Days fanden im Mai 2011 unter dem Motto „Save Fan Culture“ (Rettet die Fankultur) statt. Sie bezogen sich hauptsächlich auf das Problem der Sicherheitsmaßnahmen, die Fußballfans in ganz Europa (aus der Sicht der FSE-Vertreter) oft als überzogen und zu restriktiv betrachten.
Alle von FSE geförderten europäischen Stadium-Action-Days wurden formell von verschiedenen Fangruppen und -initiativen aus mehr als 10 Ländern unterstützt. Die letzteren trugen ihre Namen in die Liste der Teilnehmer ein und veranstalteten eigene sichtbare Aktionen bei Spieltagen.
Im Jahre 2010 wurde die Kampagne „Our Game - Our Time“ in Schweden von lokalen Fans sehr unterstützt und gipfelte darin, dass der schwedische Fußballverband den Fans zum Vorschlag machte, sich mit ihnen bei der Festlegung der Anstoßzeiten zu beraten.

### Fanzine – Revive the Roar!
FSE veröffentlicht ein jährliches Fanzine, „Revive the Roar!“. Bis 2016 wurden sechs Ausgaben veröffentlicht, einschließlich eines Media-Guides und rechtlicher Hinweise für Fußballfans.

### Fan.Tastic Females. Football Her.Story
Für das Projekt Fan.Tastic Females. Football Her.Story erhielten die Football Supporters Europe im Jahr 2021 den Fanpreis des Deutschen Fußball-Kulturpreises für das „Europäische Fußball-Projekt des Jahres“.

### Institutionelle Lobbyarbeit
FSE greift mit verschiedenen Institutionen ineinander, um (hauptsächlich auf die europäische Ebene) der Blickwinkel der Fußballfans im Rahmen des institutionellen Entscheidungsprozesses, der sich auf die Fans auswirkt, zu vertreten.
Seit 2009 nimmt FSE als Beobachter an den Sitzungen des Ständigen Ausschusses der EU-Konvention für Zuschauergewalt und Fehlverhalten bei Sportevents (T-RV) des Europarats teil. Im Jahre 2012 wurde FSE von der europäischen Kommission als Beobachter zu den Tagungen der EU-Expertengruppe „Good Governance“ eingeladen.
Andere institutionelle Plattformen haben sich auch mit FSE beraten und die Unterstützung oder den fachlichen Input (besonders in Bezug auf Sicherheitsfragen) der Fanorganisation gesucht. Als Beispiel kann man der EU-Fußballexperten-Think-Thank und dessen Polizistenausbildungsprojekt erwähnen, der innovative polizeiliche Strategien für Fußballspiele mit Schwerpunkt auf Deeskalation und Kommunikation zu fördern suchte.
FSE veranstaltet auch Treffen im Rahmen seiner Arbeit in diesem Bereich und versucht, seine europäischen Aktionen bzw. die lokalen Aktionen seiner Mitglieder bei nationalen Fußballverbänden, lokalen Behörden, Fußballvereinen und Medien sichtbarer zu machen (z. B. im Rahmen des europäischen Fußballfankongresses oder durch die individuelle Bearbeitung von Mitgliederanfragen).

## Publikationen
- REVIVE THE ROAR! special edition – The vision of Football Supporters Europe
- REVIVE THE ROAR! No 2 – The FSE Media guide
- REVIVE THE ROAR! No 3 – KNOW YOUR RIGHTS! Vol.1
- Supporters Charters in Europe – A Handbook for Supporters, Clubs Associations and Leagues (2013)
- Fans’ Embassies – A Handbook
- EFFC 2008 Report (PDF; 740 kB)
- EFFC 2009 Report
- EFFC 2010 Report
- EFFC 2011 Report
- EFFC 2012 Report